# Olga Cordes
Olga Cordes (* 12. Juli 1868 in Lilienthal; † 9. November 1930 in Bremen) war eine deutsche Malerin und Schriftstellerin.

## Biografie

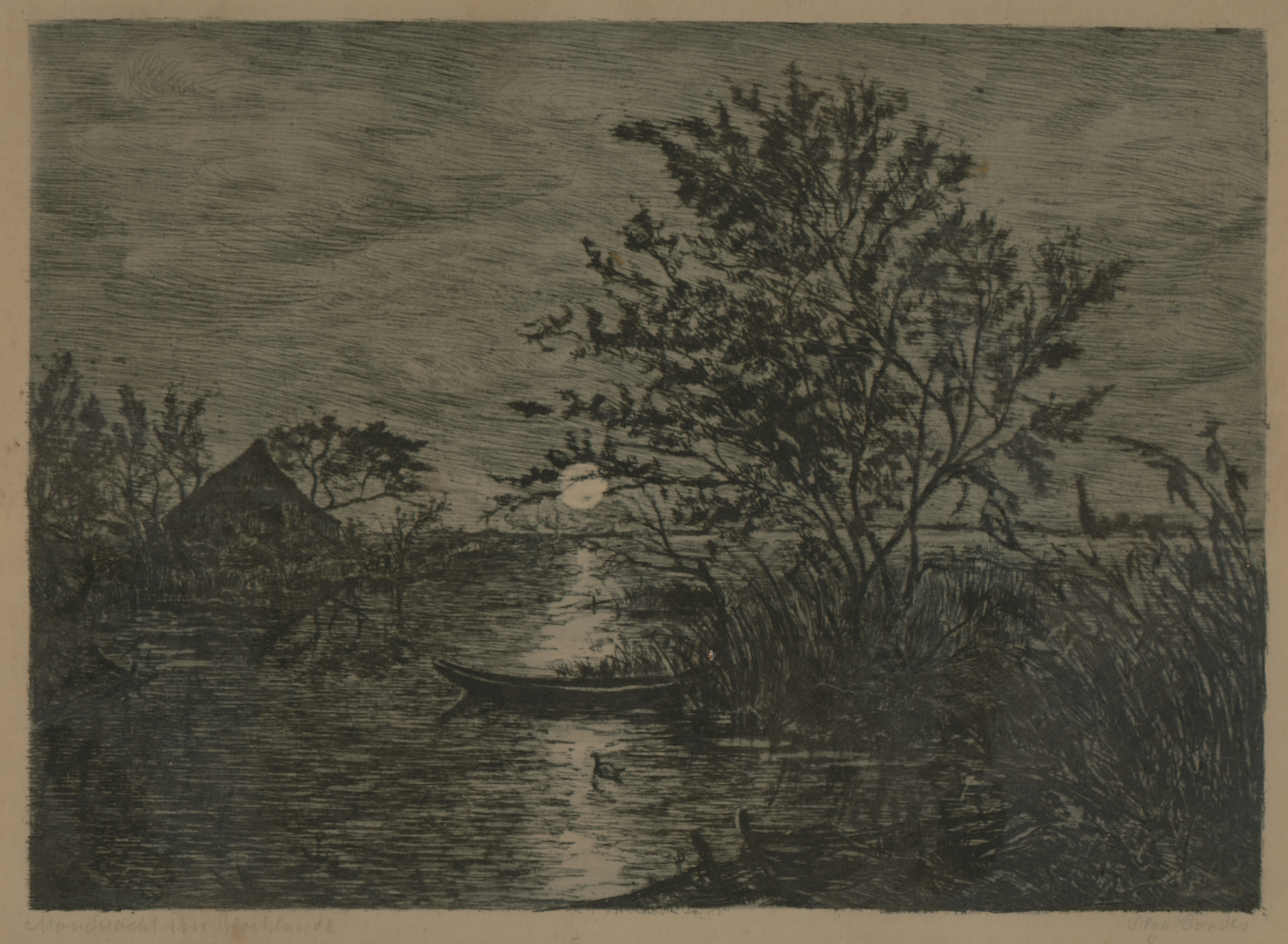
Mondnacht im Blocklande, Radierung

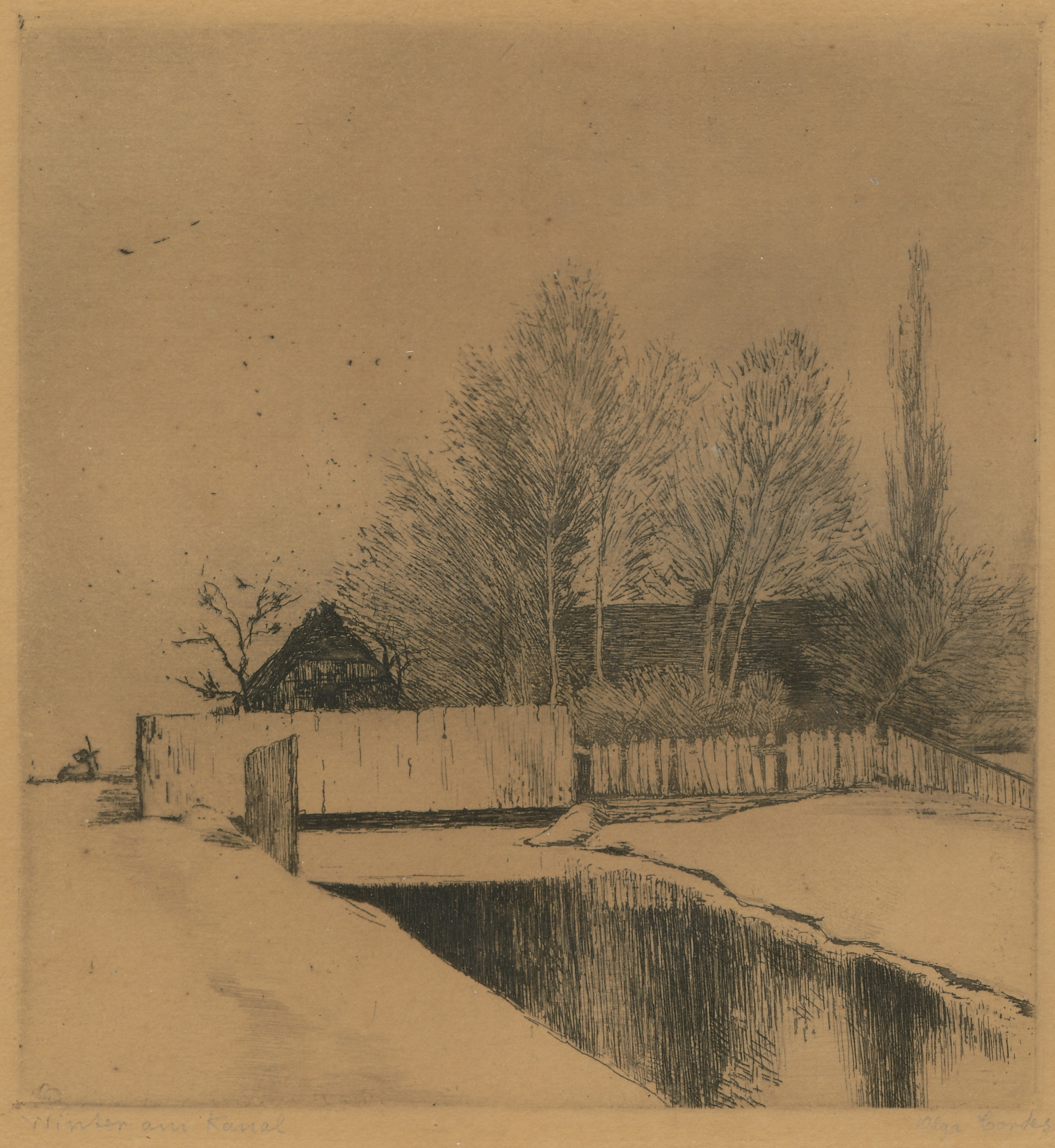
Winter am Kanal, Semkenfahrtkanal, Radierung, ca. 1910

Cordes wuchs in Lilienthal auf. Sie erhielt ab 1887 an der Akademie der Bildenden Künste München ihre Ausbildung; u. a. Malerei bei Simon Hollósy und Bildhauerei bei Roth. Sie wurde Mitglied der Münchner Secession. Seit etwa 1896 lebte sie wieder in Lilienthal, Am Truper Deich in einem kleinen Bauernhaus. Um 1900 zog sie nach Bremen in die Lüneburger Straße und dann in die Neustadt, Delmestraße 14. Von 1885 bis 1897 stellte sie u. a. in Berlin, Budapest, Den Haag, München, Paris, Prag und Warschau aus. In Bremen fanden Ausstellungen mit ihren Werken 1913, 1914 und 1916 in der Kunsthalle Bremen statt. Ihre Werke bestanden aus kleinformatigen Radierungen, aber auch aus impressionistischen Ölbildern mit Landschaften und Porträts. Sie schrieb selbstbebilderte Novellen und Aufsätze, unter anderem veröffentlicht in der Zeitschrift Niedersachsen. Das Focke-Museum Bremen erwarb 27 Werke, die Kunsthalle Bremen eine Reihe von Radierungen.

## Werke
Bilder
- Am Reedeich, Ölbild, seit 1929 in der Kunsthalle Bremen.
- Wümmelandschaft mit Bauernhaus, Ölbild, seit 1967 in der Kunsthalle Bremen.

Schauspiele, Dramen
- Eigene Wege, Drama
- Die Schwestern, Drama, 1911
- Eigene Wege, Drama

Schriften
- Künstlernovellen, 1900
- Hinauf-Hinab, 1901
- Hilde und andere Novellen, 1909
- Frauenliebe, 1912
- Die Schwiegertochter: Bremer Novellen, 1915
- Miezes Heirat, 1916
- Schnackserls Abenteuer, 1918